# Ephippos von Olynth
Ephippos von Olynth war ein antiker griechischer Geschichtsschreiber. Er lebte im 4. Jahrhundert v. Chr.
Ephippos stammte aus der Stadt Olynth, die von dem Makedonenkönig Philipp II., dem Vater Alexanders des Großen, im Jahr 348 v. Chr. zerstört wurde, weshalb seine Geburt vor diesem Zeitpunkt anzusetzen ist. Ob er am Alexanderzug teilnahm, ist unklar, da eine Gleichsetzung des Geschichtsschreibers mit anderen bekannten Personen dieses Namens problematisch ist.
Ephippos verfasste ein Werk mit dem Titel Über den Tod von Hephaistion und Alexander oder Über das Begräbnis Alexanders und Hephaistions, von dem nur fünf Fragmente durch Athenaios überliefert sind. Dieses Werk unterscheidet sich von den Schriften anderer Alexanderhistoriker dadurch, dass es nur die Endphase des Lebens des Makedonenkönigs behandelte. Aus den wenigen Fragmenten geht hervor, dass Ephippos ein äußerst feindseliges Alexanderbild gezeichnet hat, was möglicherweise auf die Verurteilung des Kallisthenes von Olynth durch Alexander zurückzuführen ist. Wenngleich wir nur über fünf Fragmente verfügen und man so nur eine ungefähre Vorstellung vom Inhalt des Werks erhält, stellte es doch eine Schmähschrift dar. In den Fragmenten des Pamphlets wird Alexander maßloser Alkoholkonsum vorgeworfen und im Rahmen einer Luxuskritik seine Prunksucht angeprangert; so habe er sich wie ein Gott verkleidet und persischen Luxus übernommen. Am Hof habe offene Angst geherrscht, der König sei mordlustig und halbwahnsinnig gewesen.
Die Glaubwürdigkeit des Ephippos ist aufgrund der offensichtlichen Tendenz seines Werks umstritten, wenngleich nicht alle seine Aussagen pauschal als unwahr abqualifiziert werden können. Dass die Atmosphäre am Hof Alexanders kaum als harmonisch betrachtet werden kann, wird auch von anderen Quellen gedeckt, wenngleich auch diese auf einer gegenüber Alexander eher negativen Überlieferung beruhen. Es ist möglich, dass Strattis von Olynth in seinem verlorenen Werk über den Tod Alexanders gegen Ephippos und dessen Polemik geschrieben hat.

## Textausgaben
- Felix Jacoby: Die Fragmente der griechischen Historiker (FGrHist). Nr. 126.